# Bjärsen
Bjärsen är en sjö i Linköpings kommun i Östergötland och ingår i Motala ströms huvudavrinningsområde. Sjön är 10,8 meter djup, har en yta på 1,3 kvadratkilometer och är belägen 105,9 meter över havet. Sjön avvattnas av vattendraget Fettjestadån.

## Delavrinningsområde
Bjärsen ingår i det delavrinningsområde (645308-148046) som SMHI kallar för Utloppet av Bjärsen. Medelhöjden är 148 meter över havet och ytan är 26,85 kvadratkilometer. Det finns ett avrinningsområde uppströms, och räknas det in blir den ackumulerade arean 44,74 kvadratkilometer. Lillån som avvattnar avrinningsområdet har biflödesordning 3, vilket innebär att vattnet flödar genom totalt 3 vattendrag innan det når havet efter 119 kilometer. Avrinningsområdet består mestadels av skog (75 procent). Avrinningsområdet har 1,3 kvadratkilometer vattenytor vilket ger det en sjöprocent på 4,8 procent.